# Автаркія
Авта́ркі́я (грец. αὐτάρκεια — незалежність, самовдоволення, самозабезпечення) — незалежність від усіх речей зовнішнього світу або інших людей. Життєвий ідеал кініків і стоїків. В економіці — економічна незалежність країни, що позбавляє необхідності ввезення найважливіших продуктів споживання. Термін «автаркія» часто вживається в розумінні прагнення до відособлення, схильності до вузького намісництва.

## Філософське поняття
В античній етиці — термін, що позначає внутрішню самозаспокоєність, задоволеність наявним станом, достатнім та незалежним. Демокріт розглядав автаркію як самозаспокоєність духу і одночасно як властивість самої природи, зазначаючи, що «природі досить власних сил». Широке поширення поняття автаркія отримало у кініків та стоїків (мудрецю-стоїку «досить самого себе»). За Антисфеном, «доброчесності досить для блаженства». Стоїку Хрисиппу належить визначення:
|  | Автаркія є стан, який задовольняється необхідним і який здатен приводити життя до належного. |

Платон і Арістотель розуміли автаркію ідеалістично. За Платоном деміург створив космос у вигляді «самодостатнього й досконалішого бога», що нічого не потребує. В пошуку найвищого блага й краси Платон прагнув до того, «що достатнє й досконале». Арістотель, розуміючи доброчесність як внутрішню самозадоволеність, детально розглянув це поняття в праці «Нікомахова етика»:
|  | Автаркія — це те, що саме по собі робить життя бажаним і нічого не потребуючим. |

в цьому розумінні вона тотожна блаженству. У нього поняття «автаркія» вперше вживається до політичного життя у праці «Політика»:
|  | Держава являє собою спілкування… родів і поселень заради досягнення досконалого самодостатнього існування, яке, як ми стверджуємо, полягає в щасливому і прекрасному житті. |

## Економічне поняття
В економічному відношенні — політика економічної та господарчої відокремленості певної країни або групи країн, що звільняє дану державу від ввезення найважливіших предметів споживання, створення замкнутого самодостатнього господарства. Вже у Фукідіда автаркія означає політичну й економічну незалежність однієї держави від інших. Опис «замкнутої торгової держави» — закритої, економічно самодостатньої і ізольованої від решти світу, дав Фіхте.
Автаркія проявляється в максимальному обмеженні імпорту, стимулюванні експорту товарів і капіталу, захопленні чужих територій, багатих на сировину. Автаркічні погляди зустрічалися у меркантилістів; найбільшого поширення отримали в період загальної економічної кризи початку XX ст. В період Другої світової війни правлячі кола Німеччини, Італії, Японії використовували автаркію як засіб у боротьбі за переділ світу. Тоталітарні режими використовували політику задля мілітаризації економіки. Нацистська доктрина автаркії була викладена Герінгом (промова 17 грудня 1936 на засіданні Прусського ландтаґу в Берліні) і знайшла відображення в чотирирічному плані, що був затверджений німецьким керівництвом 1936 року. Політика автаркії була засуджена на Нюрнберзькому процесі як політика підготовки до війни.
Політика автаркії є економічною політикою держав, які готуються до війни, і характеризується консервацією економіки, її відокремленням від економіки континентальної та «замиканням» її саму на себе.
Повна автаркія неможлива навіть для великих і багатих ресурсами країн, тому, як правило, в літературі говорять про «автаркічні тенденції» в економічній політиці (Північної Кореї, Албанії). Історичний досвід показав, що такі тенденції завдають непоправної шкоди економіці країни, відкидаючи її назад в області науково-технічного прогресу, економічної ефективності суспільного виробництва і рівня добробуту народу. Рівень автаркії вимірюють за допомогою різних коефіцієнтів, зокрема, відношення зовнішньоторговельного обігу до валового внутрішнього продукту країни, частки імпорту найважливіших ресурсів у їх загальному споживанні тощо.

## Історичні приклади
- Північна Корея, з часу свого утворення в 1948 році по наш час.
- Афганістан під талібами, з 1996—2001 років.
- Народна Соціалістична Республіка Албанія стала майже автаркією в 1976 році, коли лідер Комуністичної партії Енвер Ходжа проводив політику, яку він назвав «опорою на власні сили». Обсяг торгівлі зріс після смерті Ходжі, в 1985 році, хоча вона і залишалася суворо обмеженою до 1991 року.
- Австро-Угорщина (1867—1918) була єдиним економічним і валютним союзом з населенням понад 50 мільйонів чоловік. І не залежала від світового ринку, таким чином, в ній панувала автаркія.
- Бірма дотримується політики автаркії, відомої як бірменський шлях до соціалізму під диктаторством У Не Він, що правив країною з 1962 по 1988 рік.
- Камбоджа під червоними кхмерами, в 1975—1979 роках.
- Індія проводила політику майже автаркії, яка почалася після створення її як незалежної держави близько 1950 року і закінчилася в 1991 році.
- В Італії, Беніто Муссоліні стверджував, що в країні має настати повна автаркія, особливо після вторгнення в 1935 році в Абісинію і наступних торгових ембарго. Тим не менш, як і раніше проводилася торгівля з Німеччиною та іншими країнами осі.
- Японія частково мала автаркію в епоху відому як «період Едо», до її відкриття заходу, у 1850-ті роки, в рамках своєї політики sakoku. Існував помірний обсяг торгівлі з Китаєм і Кореєю, торгівля з іншими країнами була покладена на один порт на острові Дедзіма.
- Румунія в 1980 на чолі з Ніколає Чаушеску прагнула до такої мети, як оплата всієї зовнішньої заборгованності, збільшення кількості виробів, зроблених в країні і покращення їх якості. Мета цієї політики полягає в скороченні залежності від імпортної продукції, тому що відношення до Чаушеску, як на заході, так і в комуністичних країнах погіршувалось.
- Іспанія за диктатора Франциско Франко мала автаркію від 1939 року. Торгівля була дозволена знову в 1959 році, одночасно з початком «іспанського дива».
- Сполучені Штати Америки в момент виходу з американської революції і Велика Британія, яка нарощувала економічну та військову силу, були близькі до повної автаркії в 1808 році, коли президент Томас Джефферсон заявив добровільне ембарго на міжнародні перевезення. Блокада тривала з грудня 1807 до березня 1809 року.

## Економічні дилеми автаркії
Самодостатня економіка може зазнавати ефекту масштабу в державному і приватному секторах бізнесу. Очевидно, що ряд країн у світі не мають прямого доступу до деяких видів сировини, таких як нафта, вугілля, газ, пшениця або тканини, що пов'язані з такими елементами як, вовна в силу географічних кордонів, включаючи клімат, розташування, розмір землі або чисельність населення.
Таким чином, виробництво дефіцитних ресурсів стає досить дорогим і вимагає великих втрат для споживачів і фірм, які повинні платити більш високу ціну за ці товари і послуги. У довгостроковій перспективі це може створити неефективний ринок і на внутрішньому ринку уряд не зможе в максимальній мірі використовувати всі можливі економічні можливості.
Глобалізаційний процес посилив концепцію порівняльних переваг. Економіки різних країн вирішили усунути бар'єри, які мінімізують продуктивність. Такими бар'єрами є методи самодостатності. Здешевлення матеріальних витрат, доступ до цілого ряду продуктів та підвищення рівня життя, є мотиваційними чинниками до зниження повної самодостатності.